# St.-Quirin-Platz (metrostation)
St.-Quirin-Platz is een metrostation in de wijk Untergiesing van de Duitse stad München. Het station werd geopend op 8 november 1997 en wordt bediend door lijn U1 van de metro van München.